# Calcutta Mail
Calcutta Mail – bollywoodzki dramat i thriller wyreżyserowany w 2003 roku przez Sudhir Mishra. W rolach głównych znani indyjscy aktorzy Anil Kapoor i Rani Mukerji. Tematem filmu jest dramat ojca walczącego w obronie porwanego synka, krzywda i zemsta. Bohaterem filmu są nie tylko ludzie, ale i otaczające ich miasto Kalkuta.

## Fabuła
Avinash (Anil Kapoor) przybywa do Kalkuty w poszukiwaniu kogoś. W miejscu zakwaterowania spotyka Bulbul, zwaną też Reema (Rani Mukerji) energiczną, spontaniczną młodą kobietę, która zaczyna mu okazywać swoje zainteresowanie. Intrygują ją jego tajemniczość i niepokój, ale ujmuje też wielkoduszność. W chwili szczerości Avinash zwierza się Reemie, że poszukuje porwanego syna. Przed laty znany przestępca Lakhan (Sayaji Shinde) miał się ożenić z piękną Sanjaną (Manisha Koirala), córką polityka. Ślub ten miał wyrównać rachunki polityka z przestępcą, z którego usług korzystał. Polityk ten znalazł się w trudnej sytuacji, gdy Sanjana zniknęła nagle zakładając rodzinę z Avinashem. Urażony boleśnie, wściekły Lakhan poprzysiągł zemstę. Znalazłszy Sanjanę po latach zabił ją, a synka uprowadził. Teraz zrozpaczony ojciec próbuje w Kalkucie odzyskać chłopca.

## Obsada
- Anil Kapoor – Avinash
- Rani Mukerji – Bulbul/Reema
- Manisha Koirala – Sanjana
- Satish Kaushik – Sujan Singh
- Sayaji Shinde – Lakhan Yadav
- Saurabh Shukla – Ghatak
- Deven Verma – dziadek Reemy

## Piosenki śpiewają
Muzykę stworzył Anand Raj Anand i Viju Shah
- "Kahan Pe Meri Jaan Jaogi" – Adnan Sami, Pamela Jain
- "Pyaar Se Dekh" – Sonu Nigam, Humshika
- "Bheegi Bheegi Hawa Hai" – Shaan, Kavita Krishnamurthy
- "Meri Jaan Meri Jaana" – Nitin Raikwar, Alka Yagnik
- "Zindagi Hai Kya" – Udit Narayan, Alka Yagnik
- "Intezar Hai Tera" – Sukhwindher Singh
- "Tum Agar" – Udit Narayan
- "Yeh Saheb Ajeeb Hain" – Sujata

## Nominacje do nagród

### Screen Weekly Nagrody
- za najlepszą scenografię – Thotta Tharani
- za najlepszą rolę negatywną – Sayaji Shinde

### Zee Cine Nagrody
- za najlepszą scenografię – Thotta Tharani
- za najlepsze zdjęcia – Ravi K. Chandran i S. Kumar
- za najlepszy scenariusz – Sudhir Mishra, Saurabh Shukla i Ruchi Narain
- za najlepsze udźwiękowienie – Leslie Fernandes